# Pedra Bela
Pedra Bela é um município brasileiro do estado de São Paulo. Sua população estimada em 2024 pelo IBGE era de 6.718 habitantes.

## História
O povoado que deu origem à cidade tinha como denominação de Santa Cruz do Feital e foi fundada por José Antônio de Oliveira, no ano de 1869, integrando o apogeu paulista do ciclo do café.
Em 1929 o povoado tornou-se Distrito de Bragança Paulista e em 1930 foi elevado à categoria de Vila. Em 1945 o nome da vila da Pedra Grande foi alterado para Pedra Bela. A emancipação político-administrativa deu-se em janeiro de 1964, sendo José Bueno de Miranda o primeiro prefeito do Município.
Pedra Bela faz jus ao nome, pois é muito valorizada pelos recursos naturais: a paisagem, o clima, a flora, as cachoeiras e riachos.

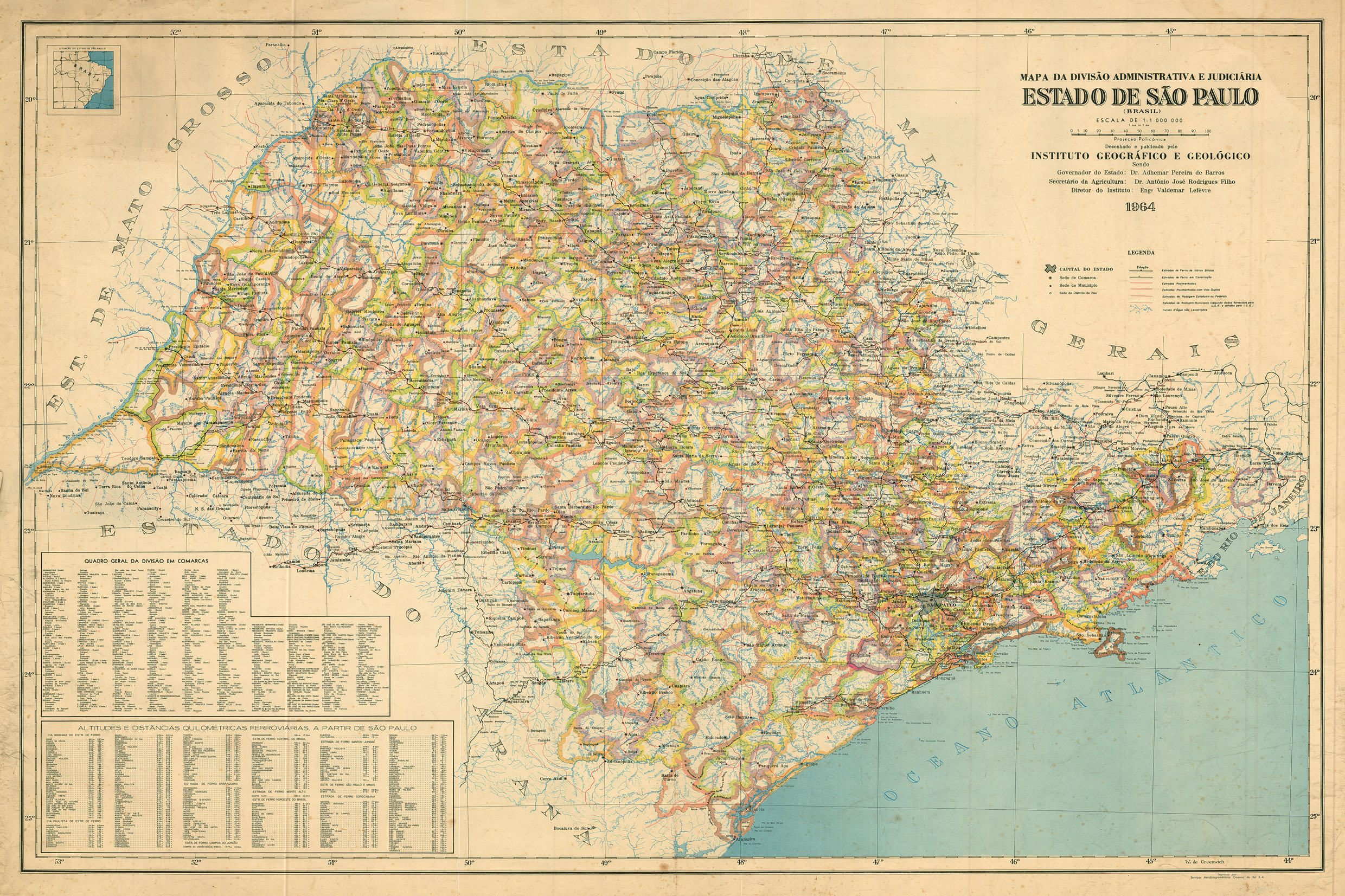
Estado de São Paulo (1964).

## Demografia

### População
| Crescimento populacional                             | Crescimento populacional | Crescimento populacional | Crescimento populacional |
| Ano                                                  | População Total          |                          | %±                       |
| ---------------------------------------------------- | ------------------------ | ------------------------ | ------------------------ |
| 1970                                                 | 5 230                    |                          | —                        |
| 1980                                                 | 4 686                    |                          | −10,4%                   |
| 1991                                                 | 5 142                    |                          | 9,7%                     |
| 2000                                                 | 5 609                    |                          | 9,1%                     |
| 2010                                                 | 5 780                    |                          | 3,0%                     |
| 2022                                                 | 6 557                    |                          | 13,4%                    |
| Est. 2024                                            | 6 718                    | [ 5 ]                    | 2,5%                     |
| Fontes: Censos Demográficos IBGE e Estimativas SEADE |                          |                          |                          |

### Dados demográficos
Dados do Censo - 2010
População Total: 5.780
- Urbana: 1.440
- Rural: 4.340
- Homens: 3.030
- Mulheres: 2.750

Densidade demográfica (hab./km²): 38,67
Mortalidade infantil até 1 ano (por mil): 31,75
Índice de Desenvolvimento Humano (IDH-M): 0,677
- IDH-M Renda: 0,661
- IDH-M Longevidade: 0,754
- IDH-M Educação: 0,785

(Fonte: IBGE)

## Geografia
Localiza-se a uma latitude 22º47'35" sul e a uma longitude 46º26'35" oeste, estando a uma altitude de 1120 metros, é a terceira cidade mais alta do estado de São Paulo. Possui uma área de 157,62km².

### Clima
Pedra Bela apresenta um clima temperado oceânico (Cfb), com temperaturas amenas no verão e baixas no inverno e chuvas bem distribuídas durante o ano.
| Dados climatológicos para Pedra Bela                             | Dados climatológicos para Pedra Bela | Dados climatológicos para Pedra Bela | Dados climatológicos para Pedra Bela | Dados climatológicos para Pedra Bela | Dados climatológicos para Pedra Bela | Dados climatológicos para Pedra Bela | Dados climatológicos para Pedra Bela | Dados climatológicos para Pedra Bela | Dados climatológicos para Pedra Bela | Dados climatológicos para Pedra Bela | Dados climatológicos para Pedra Bela | Dados climatológicos para Pedra Bela | Dados climatológicos para Pedra Bela |
| Mês                                                              | Jan                                  | Fev                                  | Mar                                  | Abr                                  | Mai                                  | Jun                                  | Jul                                  | Ago                                  | Set                                  | Out                                  | Nov                                  | Dez                                  | Ano                                  |
| ---------------------------------------------------------------- | ------------------------------------ | ------------------------------------ | ------------------------------------ | ------------------------------------ | ------------------------------------ | ------------------------------------ | ------------------------------------ | ------------------------------------ | ------------------------------------ | ------------------------------------ | ------------------------------------ | ------------------------------------ | ------------------------------------ |
| Temperatura máxima média (°C)                                    | 26,0                                 | 25,8                                 | 25,6                                 | 23,9                                 | 22,2                                 | 21,1                                 | 21,2                                 | 23,0                                 | 24,4                                 | 24,7                                 | 25,0                                 | 25,1                                 | 24,0                                 |
| Temperatura mínima média (°C)                                    | 15,5                                 | 15,8                                 | 14,9                                 | 12,4                                 | 9,6                                  | 8,1                                  | 7,6                                  | 8,8                                  | 10,7                                 | 12,7                                 | 13,5                                 | 14,8                                 | 12,0                                 |
| Precipitação (mm)                                                | 261,8                                | 197,9                                | 180,9                                | 99,4                                 | 72,2                                 | 51,0                                 | 40,6                                 | 39,1                                 | 74,7                                 | 129,1                                | 155,4                                | 232,6                                | 1 524,7                              |
| Fonte: UNICAMP - Centro de Pesquisas Meteorológicas e Climáticas |                                      |                                      |                                      |                                      |                                      |                                      |                                      |                                      |                                      |                                      |                                      |                                      |                                      |

## Política e administração
- Prefeito:  Álvaro Jesiel de Lima (2017/2020)
- Vice-prefeito: Daniel Francisco da Silva (2017/2020)
- Presidente da Câmara: José Luiz Leonardi (2019/2020)

## Infraestrutura

### Energia
A concessionária de energia elétrica que atende o município é a Energisa Sul-Sudeste, antiga Bragantina (distribuidora do grupo Rede Energia).

### Saneamento
O serviço de abastecimento de água é feito pela Companhia de Saneamento Básico do Estado de São Paulo (SABESP).

### Comunicações
O sistema de telefones automáticos foi inaugurado na cidade em 1981 pela Telecomunicações de São Paulo (TELESP), que também implantou o sistema de discagem direta à distância (DDD) em 1988 com o código de área (011).

### Transportes
- Auto Viação Bragança
- MaxTuor - Munhoz e Toledo

Convencional:
Bragança Paulista - Pedra Bela,
Toledo - Pedra Bela - Bragança Paulista,
Munhoz - Pedra Bela - Bragança Paulista.

## Turismo
- Pedra Grande (Pedra do Santuário)
- Cachoeira da Boca da Mata
- Pedra Maria Antônia
- Pedra Santa
- Pedra Mão de Deus
- Pico do Tuncuns

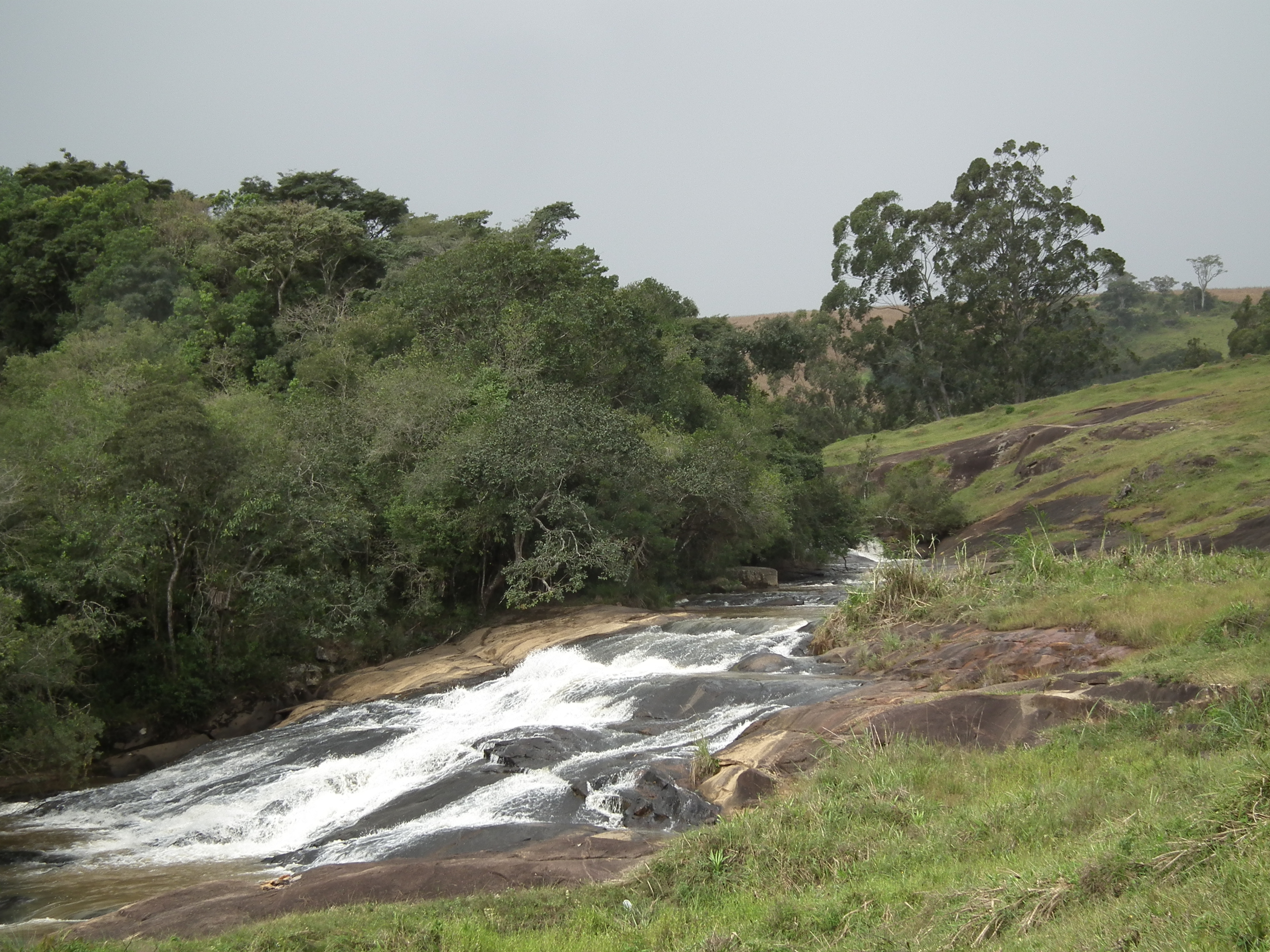
Cachoeira Boca da Mata.

Um dos pontos turísticos de Pedra Bela é a pedra do Santuário, onde está localizada a maior tirolesa do Brasil com aproximadamente 2 km de extensão.
Existem várias cachoeiras e lindos riachos ao redor da cidade. O centro da cidade é típico do interior. Sem prédios ou grandes edificações. Apenas as residências e os pequenos estabelecimentos comerciais. Uma excelente cidade para visitar, a quem gosta de calma e tranquilidade.

## Religião
O Cristianismo se faz presente na cidade da seguinte forma:

### Igreja Católica
- A igreja faz parte da Diocese de Bragança Paulista.[17]

### Igrejas Evangélicas
Entre as igrejas protestantes históricas, pentecostais e neopentecostais, encontram-se na cidade:
- Assembleia de Deus Ministério do Belém.[20][21]
- Congregação Cristã no Brasil.[22]